# Artiom Arshansky

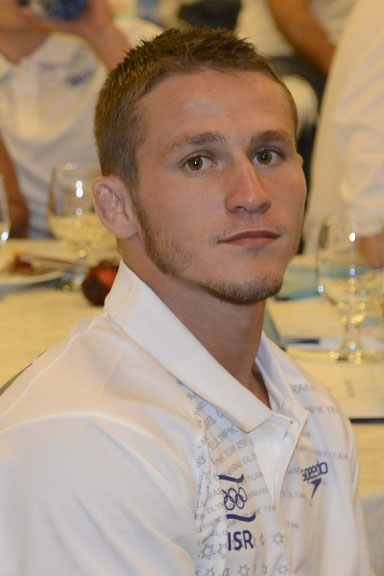
Artiom Arshansky (2012)

Artiom (Tommy) Arshansky hebräisch ארטיום (טומי) ארשנסקי (* 26. September 1991 in Moskau) ist ein israelischer Judoka.

## Jugend
Arshanskys Familie stammt aus Russland und wanderte nach Israel ein, als er noch ein Kind war. Sein Vater Pavel, der ihn als Judoka ausbildete und trainierte, war selbst Ringer.
Bereits in der Altersklasse U17 galt Arshansky als großes Talent. Bei dem Nachwuchswettbewerb The Olympic Hopes in Kiew erreichte er 2006 einen 2. Platz in der Klasse bis 46 kg, im folgenden Jahr trat er in der Gewichtsklasse bis 50 kg bei dem gleichen Wettbewerb an und wurde Erster. Diese gute Leistung bestätigte er 2007 bei den International Masters U17 in Bremen, wo er ebenfalls in der Gewichtsklasse bis 50 kg siegte.

## Internationale Erfolge
Ende 2008 gewann Arshansky die Israelischen Meisterschaften in Tel Aviv und wechselte danach in die Klasse bis 60 kg (Superleichtgewicht), in der er seither bei internationalen Wettbewerben kämpft. Es brauchte Zeit, bis er sich an die neue Gewichtsklasse gewöhnt hatte.
Das Jahr 2012 brachte für ihn den Durchbruch mit folgenden internationalen Erfolgen:
- World Cup Tblissi 2012: 2. Platz
- World Cup Prag 2012: 3. Platz
- World Cup Madrid 2012: 2. Platz
- World Cup Lissabon 2012: 3. Platz

Der 20-jährige Arshansky nahm 2012 als Israels jüngster Judoka an den Olympischen Spielen in London teil, wo er bereits in der zweiten Runde auf den späteren Silbermedaillengewinner Hiroaki Hiraoka traf und verlor. Es folgte eine vorübergehende Krise, aber Israels Judo-Nationaltrainer Oren Smadja motivierte Arshansky neu für die Teilnahme an den Europameisterschaften.
Bei den Judo-Europameisterschaften 2013 in Budapest bot Arshansky, obwohl er durch eine Verletzung gehandicapt antrat, eine seiner besten Leistungen. Im Kampf um Bronze traf er auf Janislaw Gertschew (Bulgarien), der zweimal eine Strafe wegen Passivität hinnehmen musste, und siegte mit Ippon.
2017 besiegte er in der Klasse bis 60 kg bei den European Open in Belgrad Richard Vergnes (Frankreich) und gewann die erste Goldmedaille des Wettbewerbs für Israel.